# Khoisan
Khoisan è il termine ombrello con cui si designano collettivamente due gruppi etnici dell'Africa meridionale, i khoi e i san. Sebbene i san (detti anche "boscimani") siano principalmente cacciatori-raccoglitori e i khoi (detti anche "ottentotti") principalmente pastori, questi due gruppi sono fisicamente e culturalmente affini. Si ritiene che il gruppo khoi si sia separato dai san proprio con l'adozione dell'allevamento, pratica che essi avrebbero quasi certamente mutuato dalle vicine popolazioni bantu. Anche le lingue e i dialetti parlati da questi due popoli appartengono evidentemente a un unico gruppo, detto gruppo delle lingue khoisan; esse sono caratterizzate dalle tipiche consonanti col suono di "clic", rappresentate nell'alfabeto occidentale con simboli come "/" e "|" (vedi per esempio //hus, il mancala tipico della Namibia).
La storia dei khoisan è profondamente legata a quelle delle popolazioni bantu che in diverse epoche migrarono dall'Africa tropicale verso sud. In particolare, gli xhosa e gli zulu furono i due principali gruppi bantu a colonizzare il Sudafrica. Se in molti casi l'arrivo dei bantu costrinse i khoisan a migrare dalle loro terre, in altri casi si ebbe convivenza e scambio culturale, e oggi le etnie bantu e khoisan mostrano diversi tratti culturali in comune. I khoisan tendono a essere insediati nelle regioni meno idonee all'agricoltura, non adatte all'economia bantu; per esempio, intorno al Kalahari, in Sudafrica e in Namibia.
Tutte le lingue Khoisan tranne due sono indigene dell'Africa meridionale e appartengono a tre famiglie linguistiche. La famiglia Khoe sembra che sia migrata a sud dell'Africa non molto prima dell'espansione Bantu. Etnicamente, i suoi parlanti sono i khoikhoi e i san (boscimani).
Due lingue dell'Africa orientale, quelle dei sandawe e hadza, originariamente erano anche loro classificate come Khoisan, nonostante coloro che le parlano non siano etnicamente né khoikhoi né san.

## Origini

La distribuzione (in verde) delle varie famiglie di linguaggi parlate dai khoisan.

Dall'inizio del Paleolitico Superiore, gruppi di cacciatori-raccoglitori, conosciuti come i sangoani occuparono il sud dell'Africa in aree aride. Questo popolo della tarda età della pietra, fu il predecessore dei khoisan che abitavano il deserto del Kalahari. Probabilmente, in seguito alla carenza di candidati alla domesticazione, i khoisan non ebbero terreni coltivati o animali addomesticati fino a poche centinaia di anni fa, quando adottarono gli animali (toro, mucca, bue e le pecore) dei bantu. I bantu, che possedevano una agricoltura avanzata e la tecnologia per lavorare i metalli, sviluppata nell'Africa dell'Ovest fin dal 2000 a.C., li sconfissero. Vi fu quindi uno scambio genetico (interbreed) con i khoisan negli anni successivi al contatto ed i bantu divennero la popolazione dominante nel sud dell'Africa almeno fino all'arrivo degli olandesi nel 1642.
L'evidenza della presenza originale dei khoisan in Sud Africa può essere assunta dalla distribuzione del loro linguaggio odierno che mostra estreme differenze in struttura e vocaboli rispetto a tutte le altre lingue parlate in Africa (i famosi schiocchi), nonostante la stretta prossimità, dimostrando un lungo periodo di stato e coevoluzione del linguaggio nella stessa regione.
In contrasto, i linguaggi bantu come lo zulu e lo xhosa sono molto simili tra di loro. Ciò indica un più recente antenato comune per i primi gruppi bantu che si è diffuso nella regione.
Ancora oggigiorno i san ed i khoi assomigliano agli antichi resti di scheletri dell'epoca sangoana.
Secondo l'interpretazioni più moderne i khoisan potrebbero essere il popolo più antico da cui sarebbero nati tutti gli altri gruppi che si sono diffusi nel mondo.
Queste dimostrazioni sono conseguenza su studi sul DNA mitocondriale e su alcuni marcatori nucleari.
In particolare Schoofs ha dimostrato che il cromosoma Y dei khoisan ha una struttura distinta da tutte le altre popolazioni. Con ciò si intende sostenere che verosimilmente dai khoisan partì la cosiddetta Out of Africa II, ovvero l'homo sapiens.